# 山口吉久
山口 吉久（やまぐち よしひさ、1945年9月17日 - ）は、日本のプロゴルファー。

## 来歴
1975年の沖縄クラシックでは最終日には田中文雄・金井清一・小林富士夫・草柳良夫と並んでの10位タイに入った。
1978年のペプシウィルソントーナメントでは2日目に須貝昇・中村通と共に68をマークし、橘田規・鷹巣南雄・新井規矩雄・吉川一雄と並んでの5位タイに着けた。
1981年のゴルフダイジェストトーナメントでは初日に66をマークし、コースレコード62をマークして首位の中嶋常幸と4打差2位でスタートした。